# Cykling under sommer-OL 2016 – Keirin (herrer)
Herrernes keirin i banecykling under sommer-OL 2016 fandt sted 16. august 2016 på Rio Olympic Velodrome i Rio de Janeiro.

## Resultater

### Heat

#### Heat 1
| Nr. | Rytter                   |
| --- | ------------------------ |
| 1   | Michaël D'Almeida (FRA)  |
| 2   | Joachim Eilers (GER)     |
| 3   | Theo Bos (NED)           |
| 4   | Christos Volikakis (GRE) |
| 5   | Patrick Constable (AUS)  |
| 6   | Im Chae-bin (KOR)        |

#### Heat 2
| Nr. | Rytter                  |
| --- | ----------------------- |
| 1   | Damian Zieliński (POL)  |
| 2   | Matthew Glaetzer (AUS)  |
| 3   | Kang Dong-jin (KOR)     |
| 4   | Eddie Dawkins (NZL)     |
| 5   | Kazunari Watanabe (JPN) |
| 6   | Pavel Kelemen (CZE)     |
| 7   | Denis Dmitrijev (RUS)   |

#### Heat 3
| Nr. | Rytter                  |
| --- | ----------------------- |
| 1   | Sam Webster (NZL)       |
| 2   | Matthijs Büchli (NED)   |
| 3   | François Pervis (FRA)   |
| 4   | Krzysztof Maksel (POL)  |
| 5   | Azizulhasni Awang (MAS) |
| 6   | Callum Skinner (GBR)    |
| 7   | Angel Pulgar (VEN)      |

#### Heat 4
| Nr. | Rytter                  |
| --- | ----------------------- |
| 1   | Jason Kenny (GBR)       |
| 2   | Fabián Puerta (COL)     |
| 3   | Maximilian Levy (GER)   |
| 4   | Hugo Barrette (CAN)     |
| 5   | Matthew Baranoski (USA) |
| 6   | Yuta Wakimoto (JPN)     |
| 7   | Hersony Canelón (VEN)   |

### Opsamling

#### Opsamling 1
| Nr. | Rytter                  |
| --- | ----------------------- |
| 1   | Azizulhasni Awang (MAS) |
| 2   | Hugo Barrette (CAN)     |
| 3   | Theo Bos (NED)          |
| 4   | Pavel Kelemen (CZE)     |

#### Opsamling 2
| Nr. | Rytter                  |
| --- | ----------------------- |
| 1   | Krzysztof Maksel (POL)  |
| 2   | Im Chae-bin (KOR)       |
| 3   | Kang Dong-jin (KOR)     |
| 4   | Kazunari Watanabe (JPN) |
| 5   | Hersony Canelón (VEN)   |

#### Opsamling 3
| Nr. | Rytter                  |
| --- | ----------------------- |
| 1   | François Pervis (FRA)   |
| 2   | Yuta Wakimoto (JPN)     |
| 3   | Eddie Dawkins (NZL)     |
| 4   | Angel Pulgar (VEN)      |
| 5   | Patrick Constable (AUS) |

#### Opsamling 4
| Nr. | Rytter                   |
| --- | ------------------------ |
| 1   | Christos Volikakis (GRE) |
| 2   | Denis Dmitrijev (RUS)    |
| 3   | Matthew Baranoski (USA)  |
| 4   | Maximilian Levy (GER)    |
| 5   | Callum Skinner (GBR)     |

### Anden runde

#### Heat 1
| Nr. | Rytter                   |
| --- | ------------------------ |
| 1   | Jason Kenny (GBR)        |
| 2   | Matthijs Büchli (NED)    |
| 3   | Azizulhasni Awang (MAS)  |
| 4   | Matthew Glaetzer (AUS)   |
| 5   | Christos Volikakis (GRE) |
| 6   | Michaël D'Almeida (FRA)  |

#### Heat 2
| Nr. | Rytter                 |
| --- | ---------------------- |
| 1   | Joachim Eilers (GER)   |
| 2   | Damian Zieliński (POL) |
| 3   | Fabián Puerta (COL)    |
| 4   | Krzysztof Maksel (POL) |
| 5   | François Pervis (FRA)  |
| 6   | Sam Webster (NZL)      |

### Finaler

#### B-finale
| Nr. | Rytter                   |
| --- | ------------------------ |
| 7   | Sam Webster (NZL)        |
| 8   | Michaël D'Almeida (FRA)  |
| 9   | Krzysztof Maksel (POL)   |
| 10  | Matthew Glaetzer (AUS)   |
| 11  | François Pervis (FRA)    |
| 12  | Christos Volikakis (GRE) |

#### Finale
| Nr. | Rytter                  |
| --- | ----------------------- |
| 1   | Jason Kenny (GBR)       |
| 2   | Matthijs Büchli (NED)   |
| 3   | Azizulhasni Awang (MAS) |
| 4   | Joachim Eilers (GER)    |
| 5   | Fabián Puerta (COL)     |
| 6   | Damian Zieliński (POL)  |